# Ulica Częstochowska w Tarnowskich Górach
Ulica Częstochowska w Tarnowskich Górach – jedna z głównych ulic Tarnowskich Gór przebiegająca w większości przez dzielnicę Lasowice. Jest częścią drogi powiatowej nr 3278S powiatu tarnogórskiego i łączy tarnogórskie śródmieście z drogą wojewódzką nr 908.

## Przebieg

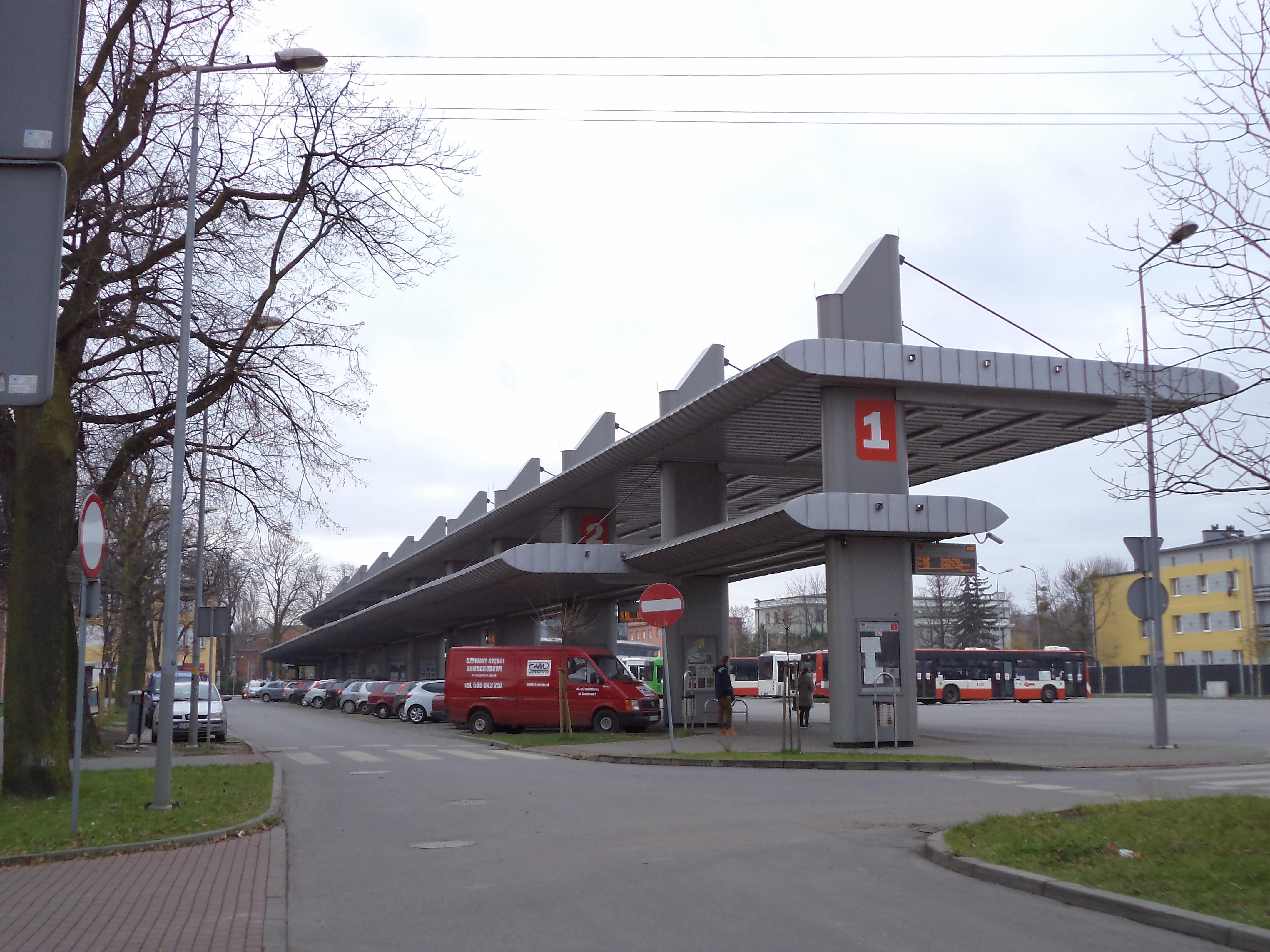
Początkowy (gminny) odcinek ul. Częstochowskiej wzdłuż dworca autobusowego

Ulica Częstochowska rozpoczyna się przed budynkiem dworca kolejowego w dzielnicy Śródmieście-Centrum i – okrążając parking przed dworcem PKP – biegnie na zachód w kierunku otwartego w 2013 roku dworca autobusowego. Na skrzyżowaniu z ulicą Piłsudskiego skręca na północ, a po około 330 metrach, na skrzyżowaniu z ulicą Pokoju – na wschód. Dalej biegnie pod wybudowanym w latach 1892–1893 wiaduktem kolejowym, już w dzielnicy Lasowice, osiągając ostatecznie kierunek północno-wschodni. Kończy się na skrzyżowaniu z Obwodnicą będącą częścią drogi wojewódzkiej nr 908.

## Nazwa
Według Jana Nowaka, tarnogórskiego kronikarza okresu międzywojennego, opisywana droga już przed wiekami oznaczana była przez mieszkańców jako Częstochowska, gdyż prawdopodobnie od roku 1630 ruszano nią w pielgrzymki do Częstochowy, zakazane w 1764 roku przez władze pruskie. W II połowie XIX wieku, gdy w mieście urzędowo wprowadzono oznaczenie ulic, droga zyskała niemiecką nazwę Georgenbergerstraße (polskie tłumaczenie: ulica Miasteczkowska) od miejscowości Miasteczko Śląskie, w kierunku której prowadziła. Tę samą nazwę ulica nosiła w czasie II wojny światowej. Od 25 maja 1925 aż do wybuchu wojny w 1939 roku obowiązującą nazwą była ulica Lasowicka (pochodząca od nazwy Lasowice – wsi leżącej wówczas koło miasta, a od 1945 jego dzielnicy). Od 1945 ponownie ulica Częstochowska.

## Historia

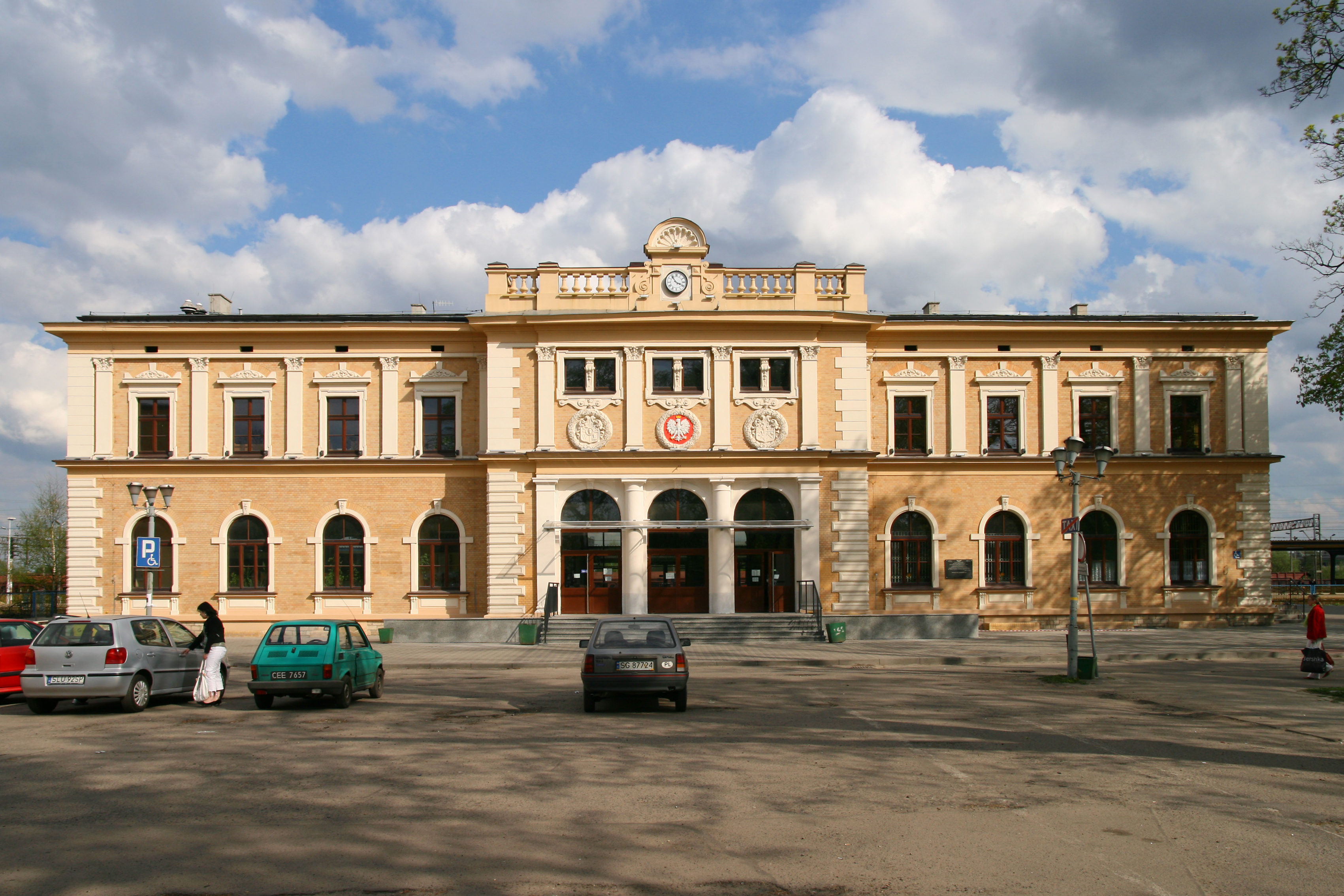
Dworzec kolejowy z 1888 roku, przed którym rozpoczyna się ulica Częstochowska

Trakt łączący Tarnowskie Góry z pobliskim Miasteczkiem Śląskim istnieć musiał już od XVI wieku – początku istnienia obu miast. W XIX wieku droga zyskała przebieg istniejący do dziś, zaś w latach 1873–1875 została utwardzona. W 1858 w związku z budową linii kolejowej łączącej Tarnowskie Góry z Opolem, szosa do Miasteczka została poprowadzona pod nowo wybudowanym wiaduktem, zaś linia Górnośląskich Kolei Wąskotorowych do Lasowic krzyżowała się z drogą w jednym poziomie.
W latach 1892–1893 na wschód od dotychczasowego wiaduktu dobudowano nowy, na którym ułożono tory grupy manewrowej „Pb” oraz kolei wąskotorowej.
W latach 1927–1930 przy ulicy Częstochowskiej w pobliżu rzeki Stoły wybudowano jedną z najnowocześniejszych na owe czasy biologicznych oczyszczalni ścieków w Polsce – oczyszczalnię Śródmieście. Jej budowę prowadziła firma Bamag-Meguin z Kolonii. Oczyszczalnię zamknięto w 2011 roku wraz z uruchomieniem Centralnej Oczyszczalni Ścieków w Sowicach-Repecku.
Po wybuchu II wojny światowej wiadukt kolejowy nad ulicą Częstochowską (podobnie jak wiadukty nad ulicami Sienkiewicza i Fabryczną) został wysadzony w powietrze przez saperów Wojska Polskiego, aby utrudnić poruszanie się wkraczającym do miasta oddziałom Wehrmachtu. Uszkodzono również dwie nastawnie znajdujące się w pobliżu tej ulicy. Wszystkie wspomniane obiekty zostały jednak wkrótce odbudowane przez okupacyjne władze niemieckie.

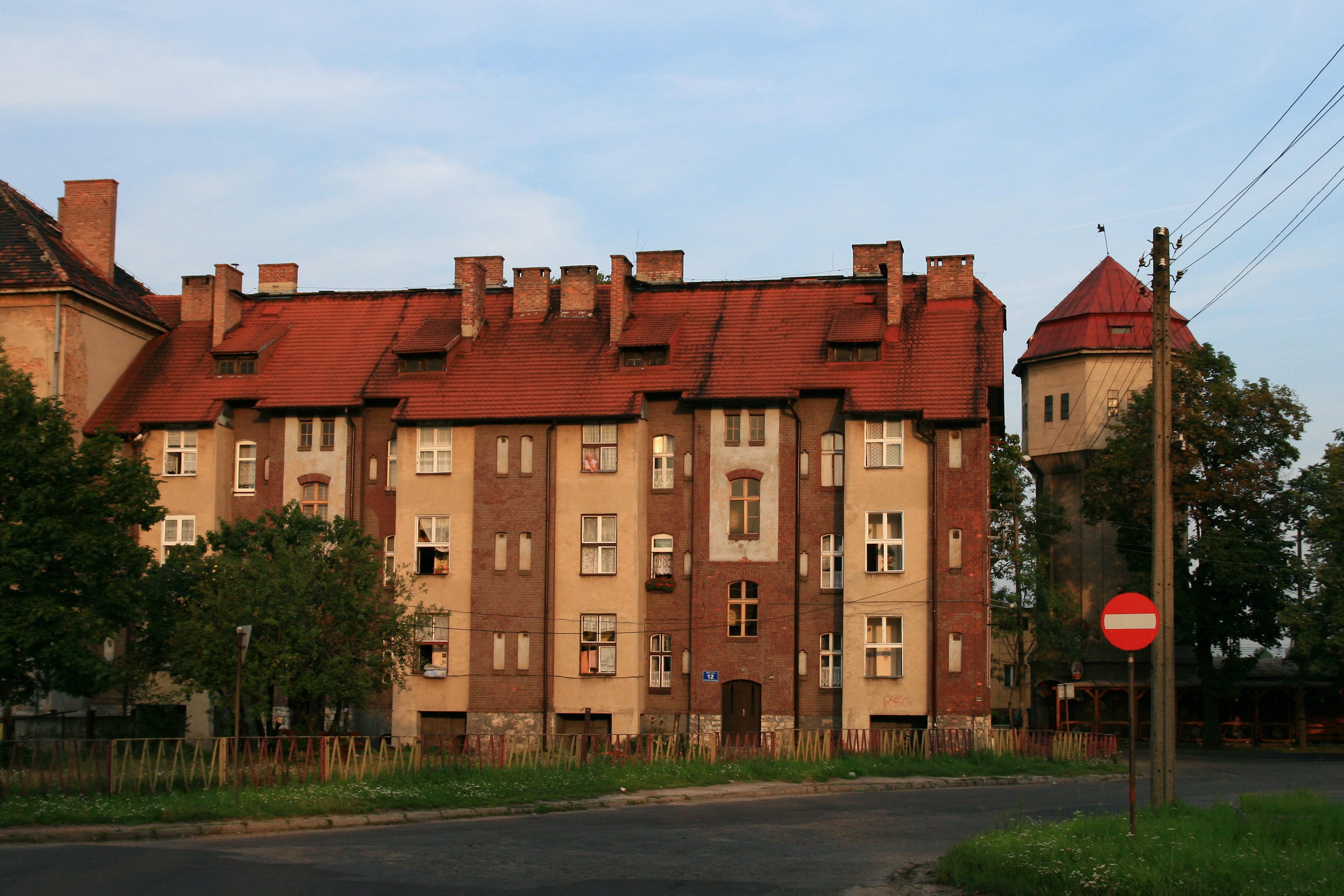
Budynek mieszkalny kolejowy z 1906 przy ulicy Częstochowskiej 12

Wraz z oddaniem do użytku w 1969 roku obwodnicy Tarnowskich Gór zmianie uległ przebieg końcowego odcinka ulicy Częstochowskiej. Pierwotnie, w odległości około 250 metrów przed obecnym skrzyżowaniem z drogą obwodową, skręcała ona łagodnie na północ biegnąc do Miasteczka Śląskiego. Obecnie łączy się z Obwodnicą w postaci skrzyżowania „T”.
W miejsce skrzyżowania nowo wybudowanej Obwodnicy z drogą będącą dawnym przebiegiem ul. Częstochowskiej przeniesiono w listopadzie 1974 roku pierwszą w Tarnowskich Górach stację benzynową CPN-u. Wcześniej znajdowała się ona na placu Kaczyniec w centrum miasta.
W weekend 14–15 października 2006 roku przejazd pod wiaduktem był zamknięty z powodu wykonywania nowego dywanika asfaltowego, w związku z czym autobusy MZKP Tarnowskie Góry kursowały objazdem przez ulice: Nakielską, Hutniczą i Lasowicką.
Pod koniec czerwca 2017 rozpoczęto remont wiaduktu kolejowego nad ulicą Częstochowską obejmujący m.in. wymianę elementów konstrukcyjnych wiaduktu na nowe konstrukcje płytowe, dostosowanie do nich podpór obiektu oraz przebudowę odwodnienia, co skutkowało zamknięciem odcinka drogi przebiegającej pod tym wiaduktem. Początkowo przewidywano, że prace zakończą się w kwietniu następnego roku, ostatecznie wiadukt oddano po remoncie do użytku na początku lipca 2018. Objazdy poprowadzono tą samą drogą, co podczas remontu w 2006 roku.

## Budynki

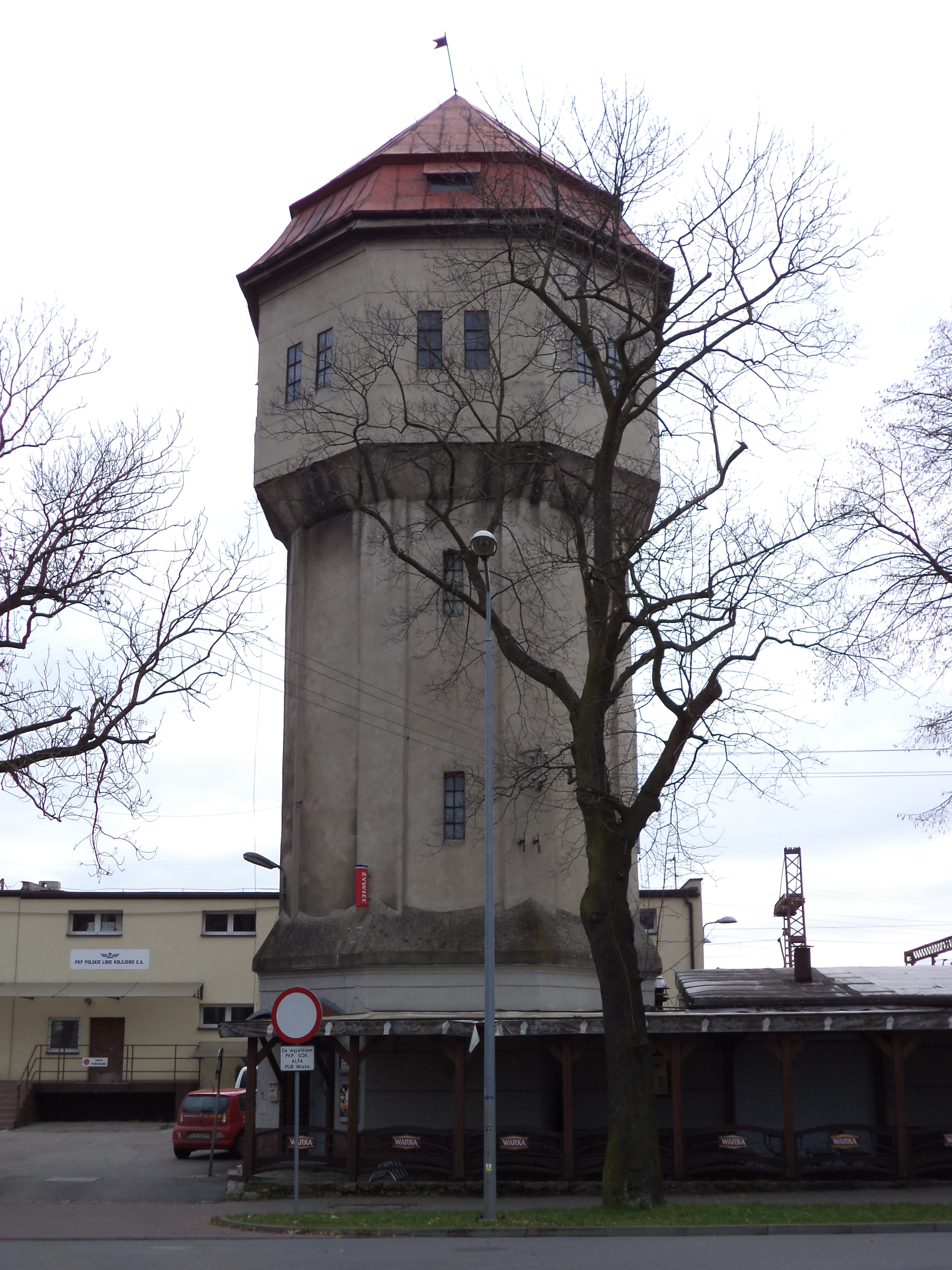
Wieża ciśnień z 1913 przy ulicy Częstochowskiej 9

Przy ulicy Częstochowskiej znajdują się m.in.:
- zespół stacji kolejowej Tarnowskie Góry z 1857 roku – część budynków wchodzących w jej skład została uwzględniona w Gminnej Ewidencji Zabytków Miasta Tarnowskie Góry[22], a są to:
  - budynek dworca z 1888 – ul. Częstochowska 1C,
  - magazyn 1885–1914,
  - stara lokomotywownia z 1883,
  - wieża ciśnień z 1913 według projektu Pauckela i Teuschera z dyrekcji kolei w Katowicach (wówczas niem. Kattowitz)[23], mieszcząca obecnie pub – ul. Częstochowska 9,
  - budynek z 1889 roku, mieszczący początkowo biuro ekspedycji towarowej, a następnie mieszkania zwrotniczych[24] – ul. Częstochowska 5,
  - domy mieszkalne dla robotników z 1895 roku, trzykondygnacyjne, podpiwniczone, posiadające poddasze; 6-rodzinny – ul. Częstochowska 1 i 12-rodzinny – ul. Częstochowska 3.

Do Gminnej Ewidencji Zabytków wpisane są również:
- 12-rodzinny dom mieszkalny dla niższych urzędników kolejowych z 1906 roku, według projektu Kressina i Vigenera[25] – ul. Częstochowska 12,
- kamienica z ok. 1895 – ul. Częstochowska 28,
- budynki mieszkalne z początku XX wieku – ul. Częstochowska 36, 44, 46, 54,
- krzyż przydrożny z 1936 – przed posesją przy ul. Częstochowskiej 60.

## Komunikacja

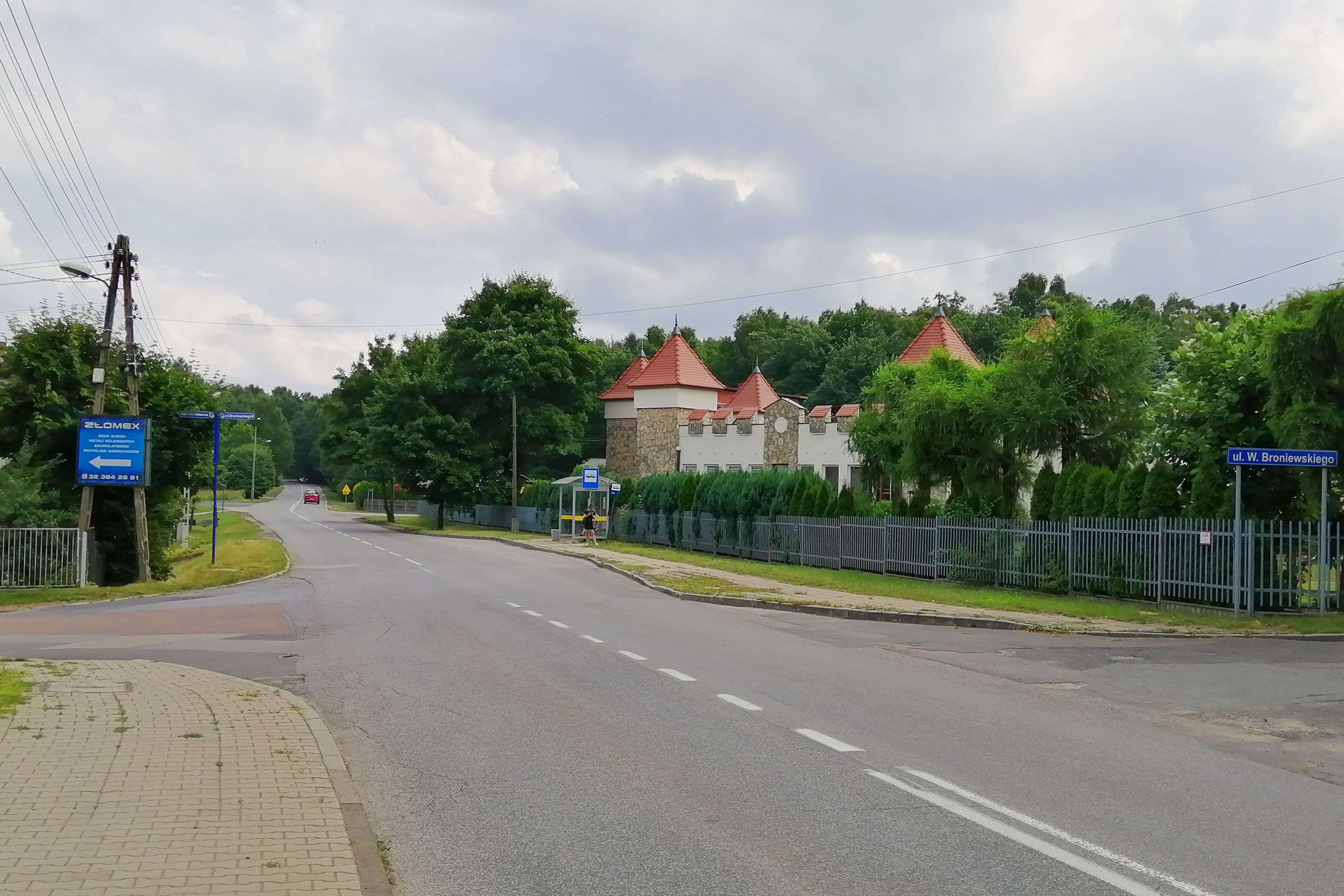
Końcowy odcinek ul. Częstochowskiej z przystankiem Lasowice

Odcinek ulicy Częstochowskiej stanowiący drogę powiatową jest jednojezdniową drogą dwukierunkową klasy G. Początkowy, gminny odcinek tej drogi od dworca kolejowego do skrzyżowania z ulicą Pokoju jest jednokierunkową drogą klasy L o numerze 270031S. Dodatkowo odcinek między ulicami Styczyńskiego i Pokoju pokryty jest kostką brukową.
Według stanu z marca 2024 roku ulicą Częstochowską kursują autobusy organizowane przez Zarząd Transportu Metropolitalnego , obsługujące następujące linie:
- 87 (Tarnowskie Góry Dworzec – Żyglin Kościół),
- 145 (Tarnowskie Góry Dworzec – Bibiela Pętla),
- 615 (Rybna Lotników – Miasteczko Śląskie Osiedle),
- 745 (Tarnowskie Góry Dworzec – Lasowice Andersa – Tarnowskie Góry Dworzec),
- 749 (Tarnowskie Góry Plac Zembali – Stare Tarnowice GCR).

Przy ulicy zlokalizowane są przystanki autobusowe Lasowice Częstochowska oraz Lasowice.

## Mieszkalnictwo
Według danych Urzędu Stanu Cywilnego na dzień 31 grudnia 2022 roku przy ulicy Częstochowskiej zameldowanych na pobyt stały było 181 osób.